# شهيرة
شهيرة (1 فبراير 1949 -)، ممثلة مصرية.

## عن حياتها
تخرجت «من معهد الفنون المسرحية» قدمت عددا قليلا من الأفلام على مدار الفترة التي عملت فيها في السينما وحتى اعتزالها الفن في عام 1992، ومن هذه الأفلام: (سؤال في الحب، شقة في وسط البلد، الجلسة سرية، وصمة عار). أسست شهيرة شركة إنتاج سينمائي خلال هذه الفترة ومثلت هي في هذه الأفلام.

## حياتها الخاصة
التقت بالفنان محمود ياسين في بداية عملها بالسينما عام 1969، وتم الزفاف في أكتوبر 1970، وأنجبت له ابنة وولد وكلاهما يعملا بالمجال الفني وهما:
- رانيا (مواليد 10 مارس 1972).
- محمد الشهير بعمرو (مواليد 13 مارس 1976).

### الأعتزال
اعتزلت المجال الفني عام 1993 وارتدت الحجاب، ثم عادت عام 1996 لتقديم أحد البرامج الدينية في قناة أقرأ. ظهرت مع الممثلة سهير رمزي بدون حجاب وبزينة كاملة، خلال افتتاح أول بازار خيري لبيع منتجات وهدايا «يوم الحب» على أن يذهب العائد لصالح أطفال مستشفى أبو الريش في فبراير 2019.

## أعمالها

### الأفلام
- 1972 : صور ممنوعة.
- 1974 : أنا وابنتي والحب.
- 1975 : سؤال في الحب (فيلم).
- 1977 : شقة في وسط البلد.
- 1978 : وضاع العمر يا ولدي.
- 1980 : عصر الحب (فيلم)
- 1982 : رحلة الشقاء والحب.
- 1985 : الرجل الذي عطس.
- 1986 : القناص.
- 1986 : الجلسة سرية.
- 1986 : وصمة عار.
- 1988 : فيلم.
- 1990 : عودة الهارب.
- 1990 : ليل وخونة .
- 1991 : خبطة العمر.
- 1993 : الحب بين قوسين.

### المسلسلات
- 1990: اليقين.[1]
- 1990: مخلوق اسمه المرأة.
- 1989: الكهف والوهم والحب.
- 1987: الزوجة أول من يعلم.
- 1987: سنبل بعد المليون.
- 1984: ألف ليلة وليلة.
- 1983: صاحب الجلالة الحب.
- 1981: ميراث الغضب.
- 1979: العملاق.
- 1978: القرين.
- 1978: مأساة إمرأة.
- 1977: حبيبها
- 1972: القاهرة والناس
- 1971: العودة إلى المنفى
- 1970: سيداتي آنساتي
- أدركني يا دكتور
- كف القدر

## روابط خارجية
- شهيرة على موقع IMDb (الإنجليزية)
- شهيرة على موقع قاعدة بيانات الأفلام العربية
- شهيرة على موقع قاعدة بيانات الفيلم (الإنجليزية)